# Il'ja Il'ič Mečnikov
Il'ja Il'ič Mečnikov (in ucraino ІлляМєльніков?; Kharkiv, 16 maggio 1845 – Parigi, 16 luglio 1916) è stato un biologo e immunologo ucraino.
Tra i suoi meriti più importanti vi è la scoperta del meccanismo della fagocitosi, grazie al quale vinse il Premio Nobel per la Medicina nel 1908 assieme a Paul Ehrlich. Interessanti furono anche i suoi molteplici studi sulla longevità delle popolazioni caucasiche, avanzando l'ipotesi dell'influsso positivo della dieta con acido lattico e fermenti lattici, i quali, per le loro proprietà, ritardavano l'invecchiamento.
Incaricò la seconda moglie Ol'ga di scrivere una biografia su di lui, attraverso la quale tramandò un gran numero di notizie sulla sua vita e sul suo lavoro.

## L'infanzia
Il'ja Mečnikov nacque nella tenuta di Ivanovka, un villaggio vicino a Charkiv (oggi in Ucraina), il 16 maggio 1845. Era il quinto figlio di un ufficiale delle Guardie Imperiali, Il'ja Ivanovič e di Ėmilija L'vovna Nevachovič. La madre ebbe un rapporto molto stretto con i figli, diventandone la confidente e assecondandoli nei loro interessi. Il'ja conservò un rapporto confidenziale con la madre per il resto della sua vita: non fece mai nulla senza prima consultare la madre e si scrissero diverse lettere quando lui era lontano da casa. Poco prima di morire, Ėmilija disse di Il'ja che “è stato la consolazione della mia vita”.
Da piccolo, Il'ja, era un bambino pieno di vita. Era molto irrequieto, desideroso di vedere e conoscere tutto. Era soprattutto affascinato dalla musica e restava per ore seduto vicino al piano ascoltando immobile. Aveva problemi alla vista; il dottore consigliò che non gli fosse permesso di piangere né di strofinarsi gli occhi; sfruttò questo divieto incominciando a strofinarsi gli occhi e ad annunciare che stava per piangere per ottenere ciò che voleva.
Nel 1853 Lev, uno dei due fratelli più grandi, ebbe come tutore un giovane di nome Hodounof, che desiderava non solo insegnare la scienza, ma anche trasmettergli l'amore per essa. Lev era dotato, ma peccava di concentrazione. Ciò raffreddò l'entusiasmo del tutore, che iniziò ad interessarsi sempre di più ad Il'ja, il quale, durante le loro passeggiate per osservare la fauna e la flora locale, mostrava un grande interesse per la zoologia e la botanica.

## Adolescenza e formazione
Nel 1856 la famiglia si trasferì a Charkiv affinché anche i figli più piccoli, Nikolaj e Il'ja, cominciassero il liceo. Durante il suo primo anno di scuola, Il'ja lavorò assiduamente in tutti i rami del curriculum e il suo nome apparve presto sulla lista degli onori. Sotto la direzione dell'insegnante di lingua russa, Il'ja lesse Storia della Civiltà di Henry Thomas Buckle, libro che all'epoca aveva una grande influenza sulla gioventù russa. Secondo la tesi dell'autore, il progresso dell'umanità dipendeva principalmente dalla scienza; questa idea fece subito breccia nella mente di Il'ja e confermò le sue aspirazioni scientifiche. Alcune letture di stampo diverso da quello scientifico, proibite dalla censura russa, incentrate su idee materialistiche e teorie sociali, influenzarono il giovane ragazzo che, a poco a poco, perse la fede religiosa che aveva avuto sotto l'influenza della madre. A causa del suo ateismo gli fu assegnato il soprannome di Dio non c'è.
Il corso di insegnamento al liceo non sfuggì alla sua critica: tralasciò quegli esercizi che gli sembravano privi di interesse e si gettò con passione negli studi di zoologia e di botanica e si interessò anche di geologia. In quel periodo di intenso fervore intellettuale in Russia, arrivarono nelle librerie le traduzioni di molte opere sulla biologia. Il'ja le lesse con avidità e fu interessato, in particolar modo, ad una traduzione russa del libro di Heinrich Georg Bronn Classi e Ordini del Regno Animale. Vide per la prima volta, in quell'opera, immagini di microrganismi e amebe; quel mondo di esseri piccolissimi lo impressionò così tanto che decise di dedicarsi al loro studio. In seguito a una nuova lettura di un brano sulla geologia di un professore dell'università della sua città, scrisse un'analisi critica su di esso. Inserito nel Giornale di Mosca, questa fu la prima pubblicazione di Il'ja; aveva allora 16 anni.
Cercò, inoltre, di venire a contatto con professori universitari, frequentando l'università di Charkiv, nelle cui aule, per evitare di mostrare il suo aspetto eccessivamente giovanile, andava vestito con i suoi soliti abiti, lasciando a casa l'uniforme scolastica. Anche se le lezioni sull'anatomia comparata lo interessarono molto, Il'ja rimase deluso dall'ambiente universitario. Scoprì che si faceva ancora uso di metodi antichi e che l'insegnamento avveniva attraverso manuali, seguiti da poche applicazioni pratiche; lui, invece, sperava di trovare laboratori con aiuto e mezzi per intraprendere un lavoro scientifico personale. Terminò il liceo superando gli esami brillantemente e quindi si iscrisse alla facoltà di scienze biologiche, dopo essere stato dissuaso dalla madre dall'iscriversi alla facoltà di medicina: “Sei troppo sensibile” gli disse “non potresti sopportare la costante vista della sofferenza umana!”. Seguì i corsi in due anni, invece di quattro, per essere al più presto libero di dedicarsi al lavoro scientifico personale.

## Le prime scoperte scientifiche
Non appena ebbe preso la laurea in Biologia specializzandosi in Zoologia e Protozoologia, Il'ja effettuò numerosi viaggi all'estero per approfondire le sue conoscenze. Nel 1864 si recò in Germania, sull'isola Helgoland, che aveva fama di essere una zona perfetta per ricerche sulla fauna marina. Qui lavorò assieme al famoso zoologo Rudolf Leuckart, il quale, se prima destò in lui un'ammirazione profonda, in seguito lo gettò nello sconforto poiché Il'ja ritenne che lo scienziato tedesco si fosse appropriato di una scoperta di Il'ja stesso riguardo all'indipendenza del gruppo dei Nematodi, pubblicando un articolo scientifico al proposito. Indignato, Mečnikov decise di andare a cercare fortuna altrove.
Il giovane scienziato decise di recarsi a Napoli per continuare i suoi studi. Avendo letto, durante un breve soggiorno a Gießen, l'opera di Fritz Müller Per Darwin, in cui lo studioso sosteneva che era principalmente in embriologia che bisognava ricercare le indicazioni riguardanti la genealogia degli organismi, Il'ja fu profondamente colpito dalle teorie evoluzioniste e ciò influenzò, in modo decisivo, la direzione delle sue ricerche. Secondo il suo metodo di studiare prima di tutto ciò che era più semplice, si concentrò così sull'embriologia, poiché nell'uovo e nell'embrione è possibile seguire passo dopo passo la trasformazione del semplice nel complesso e vedere l'origine e lo sviluppo di tutte le parti costituenti l'organismo.
Mentre studiava la storia dello sviluppo dei cefalopodi, scoprì che questi avevano strati embrionali simili a quelli dei vertebrati. Questa osservazione fu importante, poiché costituiva una prova dell'esistenza di una connessione genetica tra animali "inferiori" e "superiori". I suoi studi furono interrotti da un problema agli occhi, dovuto ad un eccessivo lavoro e dal colera che infuriò a Napoli nel 1865. Fu per questo costretto a lasciare l'Italia e a sottoporsi ad un riposo forzato per recuperare la vista. Dopo aver effettuato altre ricerche in giro per l'Europa, ritornò in Russia nel 1867, anno in cui, avendo l'Università di Odessa accettato la sua domanda, divenne insegnante di zoologia. Fu molto ammirato dai suoi studenti, alcuni anche più anziani di lui, avendo Il'ja appena ventidue anni. Non rimase a lungo lì poiché, a causa del suo temperamento impulsivo e irritabile, si procurò inimicizie all'interno dell'università e fu costretto a lasciare l'incarico e Odessa.

## Vita personale
La prima donna alla quale fu sentimentalmente legato fu Ludmila Fedorovic. Quando lei si ammalò di tubercolosi, Mečnikov se ne prese gran cura; questa esperienza fece avvicinare così tanto i due ragazzi, che lui decise di chiederle di sposarlo e informò di questo la madre, inviandole una lettera. Ėmilija, molto allarmata, cercò di dissuaderlo, poiché temeva che sposando una ragazza non in buone condizioni di salute, suo figlio si sarebbe assunto un compito troppo gravoso. Tuttavia, il matrimonio non fu posticipato; la sposa fu portata in chiesa su una sedia per la cerimonia, essendo troppo debole per camminare. Fu l'inizio di una lotta contro la malattia e la povertà; dato che avevano bisogno di denaro, Il'ja cercò di rimediare scrivendo traduzioni. La sua vista si indebolì di nuovo per il troppo lavoro, e si aiutò con atropina negli occhi per star sveglio e tradurre di notte.
Il dottore consigliò alla giovane coppia di recarsi a Madera, confidando nel beneficio del clima marino, ma Ludmila morì il 20 aprile 1873. Il funerale ebbe luogo due giorni dopo; Il'ja non vi partecipò e non vide il cadavere. Lasciò Madera e, dopo questo lutto, si sentì incapace di pensare al futuro. Si chiedeva: “Perché vivere? La mia vita privata è finita; i miei occhi mi stanno abbandonando; quando sarò cieco non potrò più lavorare, allora perché vivere?”. Non vedendo alcuna soluzione a questa situazione, prese una fortissima dose di morfina che gli provocò un vomito copioso ma non lo uccise. Cadde in una sorta di torpore rimanendo tuttavia cosciente e non avendo paura della morte. Una volta ripresosi, Mečnikov si dedicò interamente al lavoro.
Tornato ad Odessa, non riusciva tuttavia ad abituarsi alla sua solitudine; si innamorò di Ol'ga Belokopytova, una giovane che abitava al piano di sopra del suo appartamento e alla quale dava ripetizioni di zoologia. Chiese al padre di lei la sua mano e i due giovani si sposarono nel febbraio 1875, nonostante Ol'ga non avesse ancora terminato gli studi liceali. Divenne anche collaboratrice del marito. Lei gli stette accanto sia quando Mečnikov abbandonò l'università di Odessa per altri contrasti con i colleghi, sia quando, lasciata la Russia, si recarono a Messina nell'autunno del 1882, dove Il'ja fece la più grande scoperta della sua vita.

## La fagocitosi

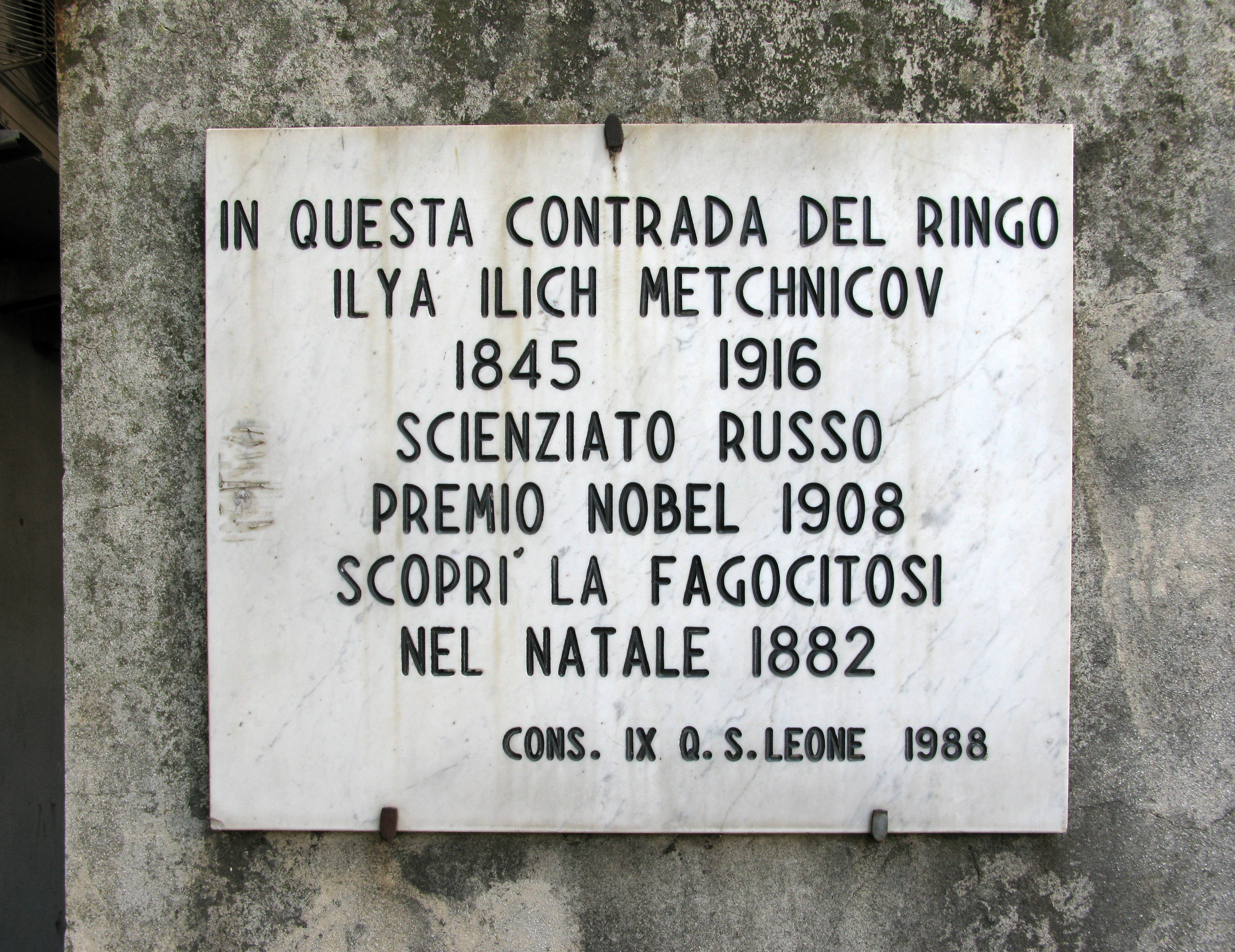
Targa commemorativa nella contrada messinese del Ringo dove Mečnikov scoprì la fagocitosi

Mečnikov notò che le cellule mobili di una larva di stella marina si erano affollate intorno alla scheggia, come un esercito che si affretta ad affrontare un nemico. L'analogia di questo fenomeno con l'infiammazione e la formazione di un ascesso fu sorprendente; si disse che dal momento che la maggior parte delle malattie negli animali superiori sono accompagnate da infiammazioni e provocate dai microbi, era principalmente contro questi microbi che le nostre cellule difensive dovevano combattere. Chiamò queste cellule fagociti, “cellule che mangiano”, accettando il suggerimento di Carl Friedrich Claus che, oltre alla passione per la zoologia, covava anche quella per il greco antico. Si accertò che la suscettibilità in un animale corrispondeva con il fatto che i microbi introdotti nell'organismo restavano liberi e lo invadevano, mentre l'immunità coincideva con l'inclusione e l'ingestione dei microbi da parte dei fagociti.
Così stabilì il fatto che la fagocitosi e l'infiammazione sono mezzi curativi utilizzati dall'organismo. Il'ja fu incoraggiato anche da Rudolf Virchow, che si trovò a passare per Messina ed assistette ai suoi esperimenti. Lo scienziato tedesco, tuttavia, gli consigliò di procedere con molta prudenza, in quanto la teoria dell'infiammazione ammessa nella medicina contemporanea era esattamente l'opposto di quella che sosteneva Mečnikov: si credeva che i leucociti, lontani dal distruggere i microbi, ne aiutavano la diffusione trasportandoli e costituendo un mezzo favorevole alla loro crescita.
Le obiezioni contro le sue teorie portarono Mečnikov a moltiplicare gli esperimenti e le osservazioni per controbattere. Questo sovraccarico di lavoro aggravò la sua malattia cardiaca e la vista gli si affievolì ancora di più. Nel 1908 Mečnikov ricevette il Premio Nobel per la Medicina, insieme a Paul Ehrlich, proprio grazie agli studi sull'immunità.

## L'esperienza all'Istituto Pasteur

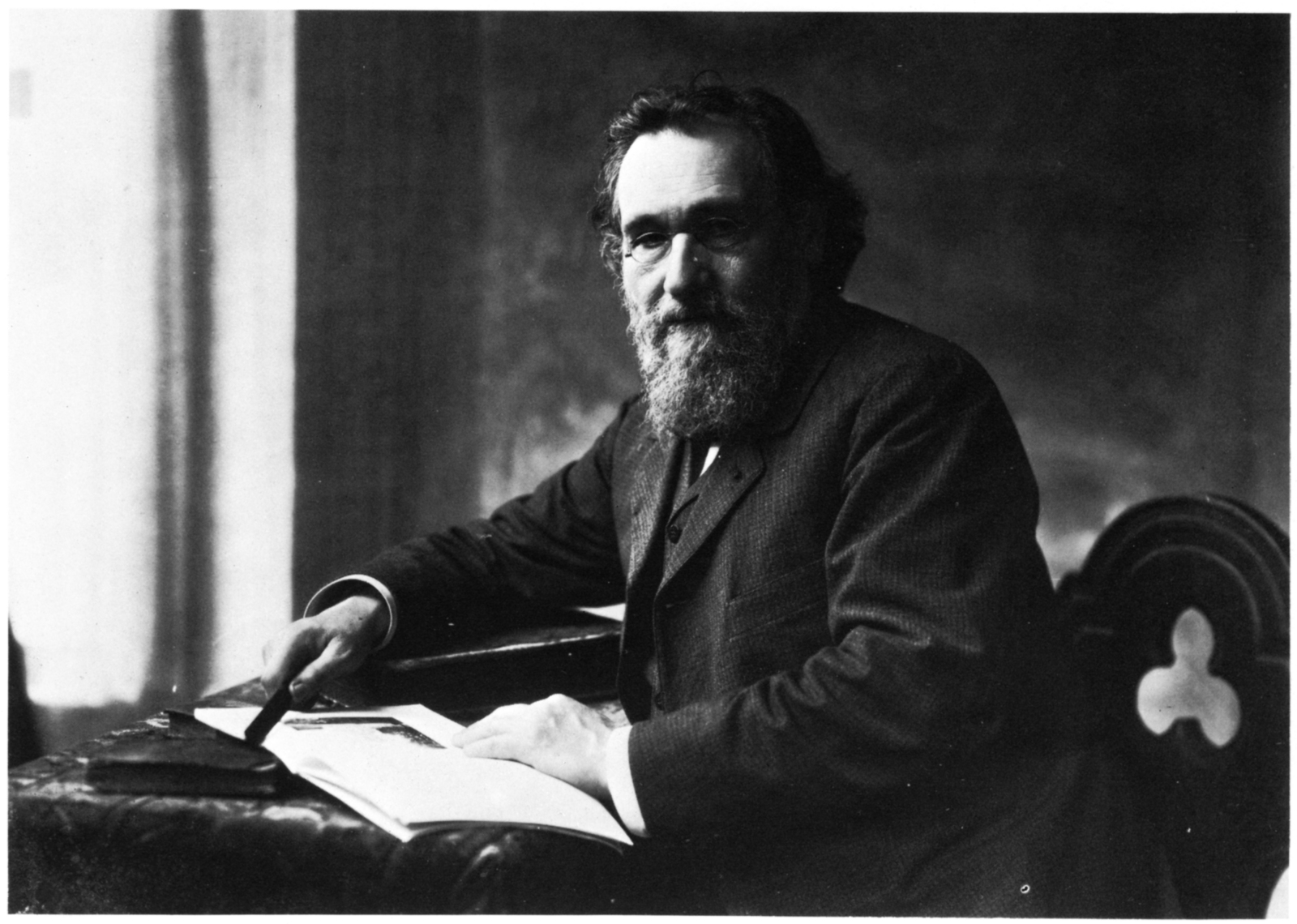
Il'ja Mečnikov fotografato da Nadar.

Nel 1887 la coppia di coniugi si recò a Vienna, dove si tenne un Congresso di Igienisti, durante il quale Mečnikov conobbe Louis Pasteur. Tra i due scienziati nacque subito una profonda e reciproca ammirazione per i rispettivi lavori scientifici, e Pasteur offrì a Mečnikov un intero laboratorio nel suo nuovo Istituto a Parigi. Ol'ga ed Il'ja si trasferirono così in Francia, nazione che divenne la loro seconda patria. Ricordando alla moglie i periodi della sua vita, affinché potesse scrivere su di lui una biografia, raccontò in seguito che quello trascorso all'Istituto Pasteur fu il più bello della sua vita. In quest'ambiente poté contare sulla fiducia riposta in lui dai suoi colleghi e dai suoi studenti.
Il primo periodo in Francia fu occupato dal rafforzamento e dallo sviluppo della teoria fagocita e dalla battaglia in sua difesa. Una volta che la teoria fu generalmente accettata, si dedicò ad altri campi; in particolare riflettendo sull'atrofia senile, si interessò alla vecchiaia e in seguito alla morte.

## Perché si invecchia?

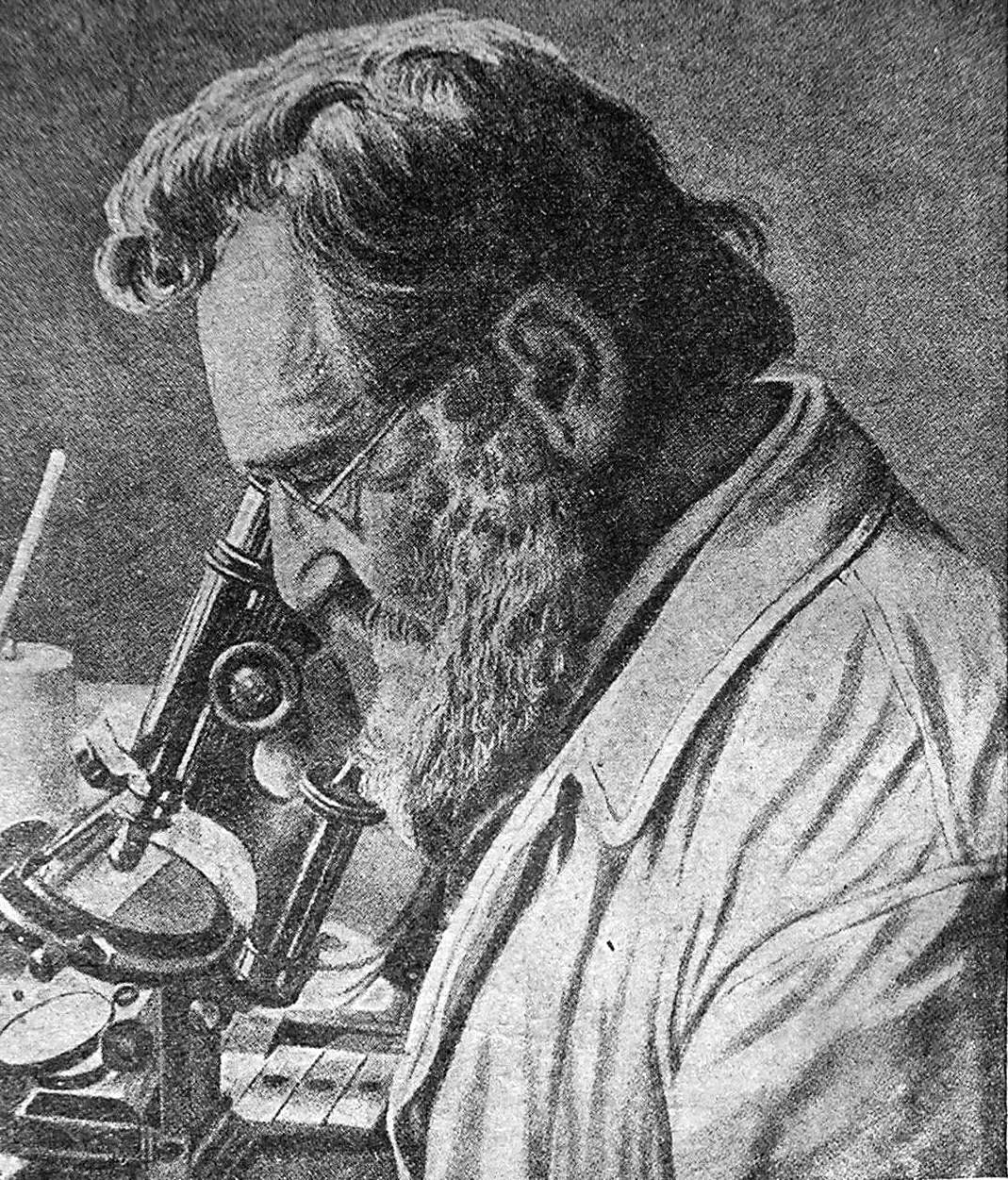
Il'ja Mečnikov

Avendo provato che il ruolo svolto dai fagociti consiste non solo nella battaglia contro i microbi, ma anche nella distruzione di tutte le cellule indebolite dell'organismo e che le atrofie non sono altro che l'assorbimento di elementi cellulari da parte dei fagociti stessi, suppose che le atrofie senili avessero la stessa origine. Teorizzò che la causa principale fosse l'avvelenamento cronico delle cellule da parte delle tossine prodotte dai microbi nell'intestino. Individuò nell'assunzione del latte acido la cura per la vecchiaia, in quanto Mečnikov sosteneva che essa fosse una malattia al pari delle altre e che solo grazie al progresso della scienza poteva essere curata. Osservando il latte acido al microscopio, Il'ja scoprì che l'acidità che impediva la putrefazione della flora intestinale poteva ricercarsi in un bacillo che chiamò Lactobacillus bulgaricus, in onore degli abitanti della Bulgaria conosciuti per la loro longevità, dovuta probabilmente al grande uso che facevano di latte acido.
Mečnikov introdusse il latte acido nella sua dieta e la sua salute ne beneficiò. Anche i suoi amici ne seguirono l'esempio e il latte acido divenne una vera e propria moda che dilagò in fretta. Lo studio della vecchiaia lo portò a quello della sifilide, una malattia che provoca una sorta di arteriosclerosi, molto simile a quella degli anziani; lo studio della flora intestinale fu seguito da quello delle malattie intestinali, come la febbre tifoidea e il colera infantile. Dopo aver trattato la questione della longevità, Mečnikov si occupò di quella della morte.
Egli credeva che tutti ne avessero paura solo perché arriva prematuramente, ovvero prima che l'istinto naturale per essa abbia avuto tempo per svilupparsi. Questa supposizione era confermata dal fatto che gli anziani che hanno raggiunto un'età molto avanzata sono spesso sazi della vita e sentono il bisogno della morte così come i giovani sentono il bisogno di dormire dopo una lunga giornata di lavoro. Ecco perché, diceva, abbiamo il diritto di supporre che, quando il limite della vita è stato esteso, grazie al progresso scientifico, l'istinto di morte avrà il tempo di svilupparsi normalmente e prenderà il posto della paura che la morte stessa provoca. Per questa ragione, Mečnikov sosteneva che bisognava imparare a prolungare la vita attraverso i progressi della scienza, in modo da permettere a tutti gli uomini di realizzare il loro completo e naturale ciclo vitale e accettare la morte tranquillamente e senza paura quale "sonno eterno".

## Gli ultimi anni
Nel 1914 giunse in tutta la Francia la notizia dello scoppio della guerra, la cui fine, però, Il'ja non riuscì a vedere. Fino all'ultimo momento rifiutò di credere che una soluzione pacifica fosse impossibile e che ogni cosa che era stata dedicata al servizio della scienza, ora fosse consegnata al servizio della guerra. Fu tanto più afflitto in quanto alcuni giovani che avevano lavorato all'Istituto Pasteur morirono in guerra.
La sua salute cominciò a peggiorare: i frequenti attacchi cardiaci, a causa dei quali aveva sofferto anche durante la giovinezza, l'avevano ridotto in uno stato di prostrazione. Nel dicembre del 1915 ne ebbe uno fortissimo, che segnò l'inizio di un'agonia durata sette mesi prima che la morte sopraggiungesse il 16 luglio 1916. Secondo il racconto della moglie, Il'ja rimase tranquillo tutto il tempo, aspettando la fine in modo sereno. Il 18 luglio 1916 il suo corpo fu cremato, le ceneri messe in un'urna e poste nella biblioteca dell'Istituto Pasteur.